# Архиепархия Фритауна
Архиепархия Фритауна (лат. Archidioecesis Liberae Urbis) — архиепархия Римско-Католической церкви c центром в городе Фритаун, Сьерра-Леоне. Юрисдикция архиепархии Фритауна распространяется на Западную область Сьерра-Леоне. В митрополию Фритауна входят епархии Бо, Кенемы,  Макени. Кафедральным собором архиепархии Фритауна является церковь Святейшего Сердца Иисуса.

## История
13 апреля 1858 года был учреждён апостольский викариат Сьерра-Леоне путём его выделения из апостольского викариата Двух Гвиней и Сенегамбии (сегодня — архиепархия Либревиля).
18 октября 1897 года и 18 апреля 1903 года апостольский викариат Сьерра-Леоне передал часть своей территории в пользу возведения новых апостольских префектур Французской Гвинеи (сегодня — архиепархия Конакри) и Либерии (сегодня — архиепархия Монровии).
18 апреля 1950 года Папа Римский Пий II издал буллу «Laeto accepimus», которой возвёл апостольский викариат Сьерра-Леоне в ранг епархии и одновременно изменил название на епархию Фритауна и Бо.
3 апреля 1952 года епархия Фритауна и Бо передала часть своей территории в пользу возведения новой апостольской префектуры Макени (сегодня — епархия Макени).
11 ноября 1970 года Папа Римский Павел VI издал буллу «Quantum boni», которой передал часть территории епархии Фритауна и Бо в пользу возведения новой епархии Кенемы и одновременно возвёл епархию Фритауна и Бо в ранг архиепархии.
15 января 2011 года архиепархия Фритауна и Бо была разделена, что привело к появлению архиепархии Фритауна и епархии Бо.

## Ординарии архиепархии
- епископ Мельхиор-Мари-Жозе де Марион-Брезиллак S.M.A.[1] (13.04.1858 — 25.06.1859);
- епископ Jean O'Gorman C.S.Sp. (9.11.1903 — 1932);
- епископ Ambrose Kelly C.S.Sp. (18.05.1937 — 12.02.1952);
- архиепископ Thomas Joseph Brosnahan C.S.Sp. (11.12.1952 — 4.09.1980);
- архиепископ Джозеф Ганда (4.09.1980 — 22.03.2007);
- архиепископ Charles Edward Tamba (15.03.2008 — по настоящее время).